# Pentatomophaga bicincta
Pentatomophaga bicincta är en tvåvingeart som beskrevs av Meijere 1917. Pentatomophaga bicincta ingår i släktet Pentatomophaga och familjen parasitflugor. Inga underarter finns listade i Catalogue of Life.

## Utbredningsområde
Arten förekommer på Java (Indonesien), Niu Briten (Papua Nya Guinea) och Salomonöarna, och i Queensland (Australien).